# Československo na Zimních olympijských hrách 1960
Československo na Zimních olympijských hrách v Squaw Valley v roce 1960 reprezentovalo 21 sportovců, z toho 1 žena. Nejmladším účastníkem byla krasobruslařka Jana Mrázková (19 let, 138 dní), nejstarším pak lední hokejista Karel Gut (32 let,157 dní). Reprezentanti vybojovali 1 stříbrnou medaili.

## Československé medaile
| Medaile | Jméno       | Sport         | Disciplína  |
| ------- | ----------- | ------------- | ----------- |
| Stříbro | Karol Divín | krasobruslení | jednotlivci |

## Seznam všech zúčastněných sportovců
| Číslo | Jméno             | Pohlaví | Věk | Sport              |
| ----- | ----------------- | ------- | --- | ------------------ |
| 1     | Rudolf Čillík     | Muž     | 27  | Běh na lyžích      |
| 2     | Jana Mrázková     | Žena    | 19  | Krasobruslení      |
| 3     | Karol Divín       | Muž     | 23  | Krasobruslení      |
| 4     | Jaroslav Volf     | Muž     | 26  | Lední hokej        |
| 5     | Miroslav Vlach    | Muž     | 24  | Lední hokej        |
| 6     | František Vaněk   | Muž     | 28  | Lední hokej        |
| 7     | František Tikal   | Muž     | 26  | Lední hokej        |
| 8     | Ján Starší        | Muž     | 26  | Lední hokej        |
| 9     | Rudolf Potsch     | Muž     | 22  | Lední hokej        |
| 10    | Václav Pantůček   | Muž     | 25  | Lední hokej        |
| 11    | Vladimír Nadrchal | Muž     | 21  | Lední hokej        |
| 12    | František Mašlaň  | Muž     | 27  | Lední hokej        |
| 13    | Jan Kasper        | Muž     | 27  | Lední hokej        |
| 14    | Jaroslav Jiřík    | Muž     | 20  | Lední hokej        |
| 15    | Karel Gut         | Muž     | 32  | Lední hokej        |
| 16    | Jozef Golonka     | Muž     | 22  | Lední hokej        |
| 17    | Vladimír Dvořáček | Muž     | 25  | Lední hokej        |
| 18    | Bronislav Danda   | Muž     | 30  | Lední hokej        |
| 19    | Josef Černý       | Muž     | 20  | Lední hokej        |
| 20    | Vlastimil Bubník  | Muž     | 28  | Lední hokej        |
| 21    | Vlastimil Melich  | Muž     | 31  | Severská kombinace |